# Pseudochromis rutilus
Pseudochromis rutilus, thường được gọi là cá đạm bì vàng đỏ, là một loài cá biển thuộc chi Pseudochromis trong họ Cá đạm bì. Loài này được mô tả lần đầu tiên vào năm 2012. Trong tiếng Latin, rutilus nghĩa là "màu vàng hơi ửng đỏ", ám chỉ đến màu đỏ tía và vàng đồng của P. rutilus.

## Phân bố và môi trường sống
P. rutilus phân bố ở khu vực phía tây Thái Bình Dương. Đây là loài đặc hữu của Indonesia, và chỉ được tìm thấy tại phía bắc đảo Nusa Penida ngoài khơi của Bali. P. rutilus thường sống xung quanh những khu vực có nhiều rạn san hô hoặc những mỏm đá ngầm ở độ sâu khoảng 65 – 70 m.

## Mô tả
P. rutilus trưởng thành dài khoảng 5,5 cm. P. rutilus có đầu màu tía hoặc nâu đỏ, chuyển thành màu cam nhạt ở bụng; thân có màu cam. Hai bên sườn có các hàng chấm vàng ở nửa thân trên. Có một viền mỏng màu vàng tươi quanh mắt. Mống mắt màu nâu tía, có vòng xanh lam. Vây đuôi bo tròn, có màu vàng xám ở trung tâm.
Số gai ở vây lưng: 3; Số vây tia mềm ở vây lưng: 26; Số gai ở vây hậu môn: 3; Số vây tia mềm ở vây hậu môn: 14; Số vây tia mềm ở vây ngực: 18; Số đốt sống: 26.
Thức ăn của P. rutilus có lẽ là rong tảo và các sinh vật phù du nhỏ. Thường sống đơn độc hoặc thành đôi vào mùa sinh sản. Một số cá thể được quan sát thấy có hành vi phóng qua các gờ đá dưới đáy.